# Train Kept A-Rollin’
A Train Kept A-Rollin' eredetileg Tiny Bradshaw dala volt, amely jump blues stílusban íródott és 1951-ben jelent meg. Bradshaw mellett Howard Kay és Lois Mann is jegyzi a szerzeményt. 1956-ban a Johnny Burnette and the Rock and Roll Trio feldolgozta a számot sajátos rock and roll stílusában, és innentől kezdve több ismert feldolgozása is napvilágot látott. A Trió verziója egy klasszikus rockabilly verzió lett, amely az eredetinél jóval energikusabb és optimistább hangvételű. A felvételen hallható gitárjáték (Paul Burlison) az elsők egyike volt, amely a fuzz gitárhangzást alkalmazta.
Az 1960-as évek végén a The Yardbirds tette ismertté a szerzeményt, majd a Led Zeppelin korai koncertein is gyakran felhangzott. Az 1970-es években az Aerosmith előadásában lett közkedvelt darab, amely egyben az együttes védjegyévé is vált. Ezenkívül, többek között a Dread Zeppelin, a Shakin' Stevens and The Sunsets, Jeff Beck, Alex Chilton, a Motörhead és a Metallica is előadta a számot.

## The Yardbirds verzió
A dal egyik legismertebb verzióját a brit The Yardbirds készítette el, akik az 1965-ben megjelent Having a Rave Up című albumukra tették fel a számot. A lemez az Epic gondozásában 1965. február 17-én jelent meg. Az 1965-ben és 1966-ban az együttesben gitározó Jeff Beck és az énekes Keith Relf elmondása szerint ennek a számnak a riffjét újrahasznosítva írták meg a Stroll On című számot, de mivel az lényegében a Train Kept A-Rollin volt később már ezen a néven tüntették fel. A szerzemény a koncertprogramjukban is kellő figyelmet kapott. Az 1971-ben Live Yardbirds: Featuring Jimmy Page címmel megjelent koncertlemezen hallható a dal élő változata is. Ezen az 1968-as felvételen már Jimmy Page gitárossal lépett fel az együttes.
A szám szerepelt az 1966-ban készült Nagyítás című film egyik jelenetében is, ahol éppen a Yardbirds adott koncertet. A koncerteken a Beck, Relf, Jimmy Page, Chris Dreja és Jim McCarty felállás adta elő, de akkor is a koncertprogramban maradt amikor Beck már nem volt a zenekar tagja.

## Led Zeppelin verzió
A Train Kept A-Rollin' volt az első dal, amit a Led Zeppelin tagjai először játszottak el együtt. John Paul Jones elmondása szerint a szám előadása igen energikusra sikerült, és ebből mindannyian megérezték, hogy a közös zenélésükből még sok minden lehet. Az együttes élőben is előadta a dalt az 1968-as és az 1969-es turnéján. Ezt követően azonban kimaradt a koncertprogramból, és legközelebb csak az utolsó turnéjukon, az 1980-ban lebonyolított Tour Over Europe 1980 körúton adták elő. Ennek a turnénak többek között az volt a célja, hogy felidézzék vele az együttes kezdeti éveit. A Led Zeppelin nem készített stúdióváltozatot a dalból, de Jimmy Page az Outrider (1988) című albumának a felvételeinél megfontolta, hogy a Zeppelinnel adott 1980-as verziót felrakja a lemezre. A szám felkerült a Led Zeppelin 1968-as és 1969-es, nem hivatalos koncertfelvételeire is.

## Jeff Beck verzió
A dalból Jeff Beck is készített saját verziót, amely az 1988-ban bemutatott Ikrek című filmben is felhangzott. Ez a szám gyorsabb lett, mint a Yardbirds verziója, ütemére pedig sokkal inkább az 1980-as évek szellemisége jellemző.

## Dread Zeppelin verzió
A Led Zeppelin dalokat reggae stílusban előadó Dread Zeppelin a 5,000,000 című albumán dolgozta fel a számot. Stílusában erősen hasonlít a Led Zeppelin féle változatra, annyi különbséggel, hogy a Dread Zeppelin nagy hangsúlyt fektetett a reggae és a blues elemekre is. Az énekre pedig Elvis Presley hatása a jellemző.

## Shakin' Stevens and The Sunsets verzió
A Shakin' Stevens and The Sunsets két változatot is csinált a dalból. Az első verzió producere a népszerű előadó Dave Edmunds volt és az 1970-ben megjelent debütáló albumra az A Legendre került fel. Az újra felvett változat az 1973-as névadó albumra a Shakin' Stevens and The Sunsetsre került fel. Ezenkívül 1970. június 15-én a BBC számára felvettek egy újabb verziót is, amelyet 1970. augusztus 27-én sugárzott a csatorna.

## Alex Chilton verzió
Alex Chilton amerikai énekes/gitáros (Box Tops, Big Star) az 1980-ban megjelent Live in London című koncertalbumára rakta fel a szám feldolgozását. A felvételen a The Soft Boys két tagjával Matthew Seligmannel és Morris Windsorral adja elő a dalt. Egy rövid ideig a The Vibrators punkegyüttes tagja Ian Carnochan is feltűnik a szerzeményben.

## Aerosmith verzió
Az Aerosmith amerikai rockegyüttes az 1974-ben megjelent Get Your Wings albumán dolgozta át a szerzeményt. A zenekar kislemezen is kiadta a számot, de nem került fel a slágerlistákra. Az együttes a szám feldolgozásakor a The Yardbirds hard rockos, nyers verzióját vette alapul. Eredetileg koncertverzióban akarták lemezre tenni, de ez az akkori körülményeik miatt nem volt kivitelezhető. A lemez producere Jack Douglas azonban ragaszkodott az élő hatású verzióhoz, ezért a zenekar tiltakozása ellenére is közönségzajt kevert a felvételre. A tömeg hangja George Harison The Concert for Bangladesh című koncertalbumáról származik, melynek korábban ugyancsak Douglas volt a producere. A tökéletes hangzás érdekében a hangfalakat és Kramer doberősítőjét a stúdió lépcsőházába vitette, a 10. emeletre, majd bemikrofonozta a 8., a 6., és a 2. emeletet is, hogy különböző „csúszásokat” kapjon. Ezt követően így játszotta le a korábban felvett számot. Az Aerosmith féle változatot gyakran leadták az album orientált és klasszikus rock rádiók egyaránt. Az együttes 1974 júniusában, Los Angelesben felléphetett az NBC Midnight Special című műsorában ahol a Train Kept A-Rollint adták elő. A dal az együttes egyik védjegyévé, és a koncertek gyakori szereplőjévé vált. Gyakran hangzik el a koncertek utolsó darabjaként.
A dal felkerült az 1978-ban kiadott Live! Bootleg, az 1986-ban megjelent Classics Live I és a 2005-ös Rockin' the Joint koncertalbumokra.
A Rockin' the Joint lemezen hallható verzióban Joe Perry és Brad Whitford gitárosok megidézik az Amerikai Egyesült Államok himnuszát. A számot két különböző változatban szokta előadni a zenekar. Az egyik a gyakrabban felhangzó, normál tempójú, ezenkívül azonban egy lassabb tempójú változat is felcsendül néha, amely Slow Train névvel szokott szerepelni a koncertprogramban. 1990. augusztus 18-án a Donnington Parkban megrendezett Monsters of Rock fesztiválon Jimmy Page vendégeskedésével adta elő a dalt az Aerosmith. Joe Perry és az énekes Steven Tyler 1992-ben a Guns N’ Roses Párizsban adott koncertjén adta elő a számot a zenekarral, de 1995-ben Jimmy Page és Robert Plant társaságában is eljátszották. A 2002. február 3-án a Tokyo Dome stadionban (Tokió) adott Aerosmith koncerten a japán B'z hard rock formációval együtt adták elő a dalt. A Rock Band nevű zenei videójátékban az Aerosmith féle változat szerepel, míg a Guitar Hero: Aerosmith játékban az utolsó ráadásként szerepel a Train Kept A-Rollin'.

## Metallica verzió
A Metallica 2009-ben a Rock and Roll Hall of Famebe való beiktatásakor, az általuk meghívott sztárokkal kiegészített fináléban adta elő a dalt. Az eseményen Joe Perry, Jimmy Page, Ronnie Wood és Jeff Beck gitárosokkal, Flea és Jason Newsted basszusgitárosokkal játszották el a számot.

## Egyéb verziók
A Sugarloaf nevű amerikai pszichedelikus rockegyüttes az 1970-ben megjelent azonos című debütáló albumán dolgozta fel a számot instrumentális formában. A finn Hanoi Rocks zenekar az 1984-ben megjelent All Those Wasted Years koncertalbumán szintén helyet kapott a szerzemény. A Motörhead az 1977-es debütáló albumán dolgozta fel a szerzeményt. A Skid Row zenekar az Aerosmith változatát dolgozta át az 1990-ben megjelent Oh Say Can You Scream koncertvideoján. A The Tragically Hip koncertverzióban adta elő a számot, csakúgy mint Gord Downie aki egy monológgal egészítette ki a szerzeményt. A Twisted Sister glam metal zenekar 1994-ben megjelent Live at Hammersmith koncertlemezén is helyet foglal a dal, amit 1979-ben rögzítettek Detroitban. A The Rogues együttes 1966-os első kislemezére szintén felkerült a Train Kept A-Rollin'.
A The Nazz az 1984-ben megjelent válogatásalbumára tette fel a számot, amely addig kiadatlan felvételüknek számított. A brit Foghat Honey Hush címmel írt egy számot, amely csak annyiban különbözik a Train Kept A-Rollintól, hogy a riffje valamelyest gyorsabb, és más dalszöveget írtak hozzá. A zenekar valószínűleg a Johnny Burnette and the Rock and Roll Trio verzióját vette alapul. A Honey Husht kislemezen is kiadták, amelynek B oldalára a Train Kept A-Rollin került fel. A Colin James and the Little Big Band a hasonló című, 1993-as albumukra dolgozták át a számot. A The skaterock a Thrasher Magazine Skaterock című harmadik sorozatához rögzítette a dalt, de annak a szövegét és a címét is megváltoztatták. A dal a The Keg Kept A' Flowin elnevezést kapta. A Deep Purple egykori gitárosa Ritchie Blackmore még pályafutásának kezdetén Screaming Lord Sutch társaságában dolgozta fel a dalt, amelynek a  megjelenését nem sokkal előzte meg a Yardbirds verziója.
1990. január 10-én a Bon Jovi a Nordoff Robbins Music Therapy javára adott jótékonysági koncertet a londoni Hammersmith Odeonban, ahol a Train Kept A-Rollint is eljátszották. A szám előadásakor Jimmy Page is csatlakozott hozzájuk.
Az ír rockabilly énekesnő Imelda May szintén elő szokta adni a dalt koncertjei alkalmával.